# Németh Lajos (labdarúgó, 1930)
Németh Lajos (Soltszentimre, 1930. szeptember 13. – 2019. január 29.) magyar labdarúgó, edző.

## Pályafutása

### Játékosként
A Kiskőrösi Petőfi, majd a Székesfehérvári Építők labdarúgója volt. 1955 és 1962 között a VT Vasas játékosa volt. 1957 és 1962 között 119 NB II mérkőzésen szerepelt és 16 gólt szerzett.

### Edzőként
Edzői pályafutását a Videoton tartalékcsapatánál kezdte. 1967-ben az Alba Regia edzője volt. 1968-ban ismét a Videoton tartalékcsapatának az edzője volt. Az év második felében az első csapat vezetőedzője lett. 1969 és 1977 között ismét a tartalékcsapat edzőjeként tevékenykedett, továbbá 1971 és 1977 között az első csapat pályaedzője volt Kalocsay Géza és Kovács Ferenc mellett. 1977-től a Kaposvári Rakóczi, majd a Veszprém vezetőedzője volt. 1982-ben a Videoton pályaedzője lett. 1983 nyarától ugyanitt az utánpótlás szakágvezetőjének nevezték ki. Ezt a posztot 1990-ig töltötte be. 1996 januárjától 1998-ig ismét utánpótlás szakágvezető volt.